# Harald Sawade
Harald Sawade (* 16. Januar 1914 in Posen, Deutsches Reich; † 28. Dezember 1967 in Berlin) war  ein deutscher Schauspieler bei Bühne, Film und Fernsehen.

## Leben und Wirken
Der Sohn des Ministerialrats Georg Sawade besuchte nach dem Abitur die staatliche Schauspielschule Berlin, ehe er 1935 sein erstes Engagement am Staatstheater Kassel antrat. Dort blieb er bis Kriegsausbruch 1939. Sawade leistete ab 1939 seinen Militärdienst ab und erhielt 1943/44 noch einmal ein Engagement an die Berliner Künstlerbühnen. Nach der Rückkehr ins Zivilleben ging Sawade wieder an Berlins Bühnenwelt (Hebbel-Theater, Berliner Theater etc.) und arbeitete darüber hinaus auch für den Hörfunk.
Inmitten des Krieges hatte der Posener bereits sein Filmdebüt gegeben. Dort spielte er zumeist kleine bis zum Teil winzige Rollen: Er war ein Portier in Der letzte Zeuge, ein Flugkapitän in Frühling in Berlin, ein Filmregisseur in Der Glockengießer von Tirol, ein Adjutant in Du bist Musik und ein nicht näher benannter Mörder in Der Henker von London. In der zweiten Hälfte der 1950er Jahre wirkte er hin und wieder auch in DEFA-Produktionen mit. Kurz vor seinem überraschenden Tod zum Jahresende 1967 trat Harald Sawade in seinem zweiten und letzten Fernsehfilm auf. Sein Grab befindet sich auf dem Friedhof Grunewald-Forst.

## Filmografie
- 1941/43: Nacht ohne Abschied
- 1942: Mit den Augen einer Frau
- 1943: Nora
- 1946: Sag’ die Wahrheit
- 1955: Ein Herz bleibt allein
- 1955: Ein Mädchen aus Flandern
- 1956: Du bist Musik
- 1956: Treffpunkt Aimée
- 1956: Der Glockengießer von Tirol
- 1957: Frühling in Berlin
- 1957: Madeleine und der Legionär
- 1957: Rivalen am Steuer
- 1958: Der Prozeß wird vertagt
- 1958: Der eiserne Gustav
- 1959: Unser Wunderland bei Nacht
- 1959: Die Liebe des Jahres (Fernsehfilm)
- 1960: Bomben auf Monte Carlo
- 1960: Der letzte Zeuge
- 1960: Sabine und die 100 Männer
- 1963: Der Henker von London
- 1963: Das Phantom von Soho
- 1967: Das ausgefüllte Leben des Alexander Dubronski (Fernsehfilm)

## Synchronrollen (Auswahl)
- 1957: Zarko Mitrovic als Simon in Bahnraub in Belgrad